# ピアス
ピアス（英: pierce）は、身体の一部に穴を貫通させ、その穴に通して付ける装身具の総称である。耳たぶなど外耳に穴を開けてとりつける耳飾りのイヤリング（英: pierced earrings）が代表的である。

## 概要
本来は、「穴を貫通させる」という意味の動詞ピアシング（英: piercing）で、「穴を貫通させること」、また場合によってはその穴にピアスを通すことを意味する。体への穴であることを明確に示すときは、ボディ・ピアシング（英: body piercing）という。ただし、これらは通常、「穴を開ける」という行為それ自体をさし、ピアス（耳の穴に通す装身具そのもの）を英語では「ピアス (pierce)」とはいわずに「イヤリング（英: earrings）」という。すなわち、「装身具」のことを「ピアス」と称しているのは、和製英語である。また、日本において、耳に穴を開けずに耳に装着する装身具のことを「イヤリング」と称しているが、それも和製英語である。「穴を開けずに耳に装着する装身具」を英語では「clip-on」と言う。

## 歴史
有史以来、古くはタトゥーと同様、邪悪なものから身を守る魔除けを目的として用いられていたが、時代を経るに従いファッションの意味合いが強くなっている。

### 耳のピアス

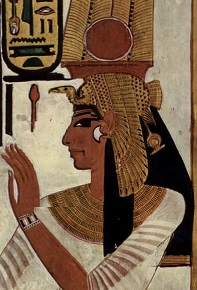
古代エジプトにおけるピアス。

耳へのピアスは、インド、エジプトなどの古代文明に、人類が装飾品で身体を飾る際に耳への装飾も行ったことに始まる。当時の金工技術は高度で、環状の金属製の耳飾りが一般的であった。この耳飾りは耳に開けた穴に取り付けられ、ピアスの原型となった。紀元前3300年のミイラであるアイスマンの耳にもピアスの跡がある。
中国や日本列島においてはそれより早い興隆窪文化や縄文時代早期末から中期（紀元前5500年から紀元前3000年頃まで）におけるピアスが発掘されている（魔除け的に装着されていたと考えられている）。主として石製・骨製であり、円の一部を欠いた形で「玦状（けつじょう）耳飾り」と呼ばれる。縄文時代中期頃より「耳栓」（じせん）と呼ばれる粘土製のピアスも作られるようになった。ピアスをつけているとされる土偶も出土している。耳部分に穴の開いている土偶も存在するが、これについては耳の穴とも、ピアスホールとも言われる。縄文時代晩期終末（紀元前2500年頃）から弥生時代にはピアスはほとんど出土しない。
古墳時代中期後半以降になると、金属製装身具とその製作技術の導入により耳飾りの文化が復活し、「耳環」と呼ばれる金属製ピアスが出土するようになる。この時代に作られた埴輪の表現から、男女を問わずピアスをしていたことが分かっている。千葉県芝山古墳群の殿塚古墳から出土した人物埴輪の両耳には上下にそれぞれ2つの穴が開いており、少なくとも下の1つはピアスホールであったと考えられるが、この当時の耳環は、環の1か所にある隙間を耳たぶに噛ませて穴を開けずに装着するいわゆる「clip-on」タイプであろうとする意見もある。
飛鳥時代を最後に、明治時代まで日本本土ではピアスは姿を消す。大宝律令（701年）によって身分による衣服の違いが明確になったためにピアスなどの装飾品で身分を示す必要がなくなったからとも、「身体髪皮膚之を父母に受く。敢て毀傷せざるは、孝の始めなり。」という儒教の孝経の影響だともいわれる。
アイヌ民族は江戸時代末期まで「ニンカリ」と呼ばれる真鍮製のピアスを男女問わず付けていた。
連合は2019年（令和元年）11月15日、職場での身だしなみのルールに関し働いている男女1000人が回答したアンケートを発表。ルールがあると回答したのは571人。男性のピアス不可は188人。ルールに違反した場合、処分があるのは111人。始末書提出や解雇、契約打ち切りもあった。

### 鼻のピアス
紀元前1500年頃のヴェーダの書にはラクシュミの鼻ピアスの記述があるなど、インド文化では古くから見られる。

### 唇または舌のピアス
アステカ文明やマヤ文明では唇や舌へのピアスが行われていたことが知られている。また、アフリカの部族社会でも見られる。
マヤ文明のヤシュチラン遺跡において、女性たちが舌に穴をあけて紐を通したという記述が残っている。

### ボディ・ピアス
ピアスは顔だけではなく、臍、乳首や性器、指や腕などに付けることもある。このようなピアスは、20世紀末ごろからファッションとして行う者が多くなった。これら耳以外へのピアスを、一般的にボディ・ピアスと呼び、また装身具のピアスを着装するために身体に穴を開けることをボディ・ピアシングという。
鎌倉時代の元寇について記録した日蓮の遺文を集めた『高祖遺文』に「女ヲバ或ハ取集テ、手ヲトヲシテ船ニ結付」、つまり「女は捕まえて、手に穴をあけて船に結び付け」という記録が残っており、当時において磔刑のような殺す目的ではなく、体を貫通させて穴をあける技術が存在したことが分かる。

## 名称

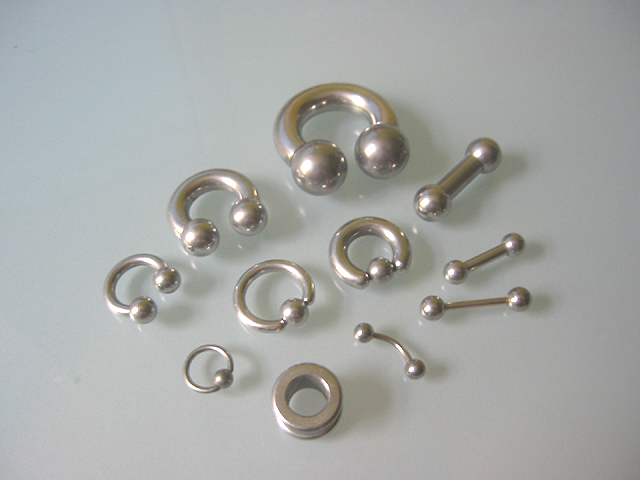
様々なボディ・ピアス

### 顔のピアス

#### 目周辺のピアス
- アイブロー（アイブラウ）[11] - 眉にするピアス。
- アンチ・アイブロー（アンチ・アイブラウ）[11] - 目の下の頬辺りに行うピアシング。
- ブリッジ - 目と目の間に行うピアシング。

#### 耳周辺のピアス

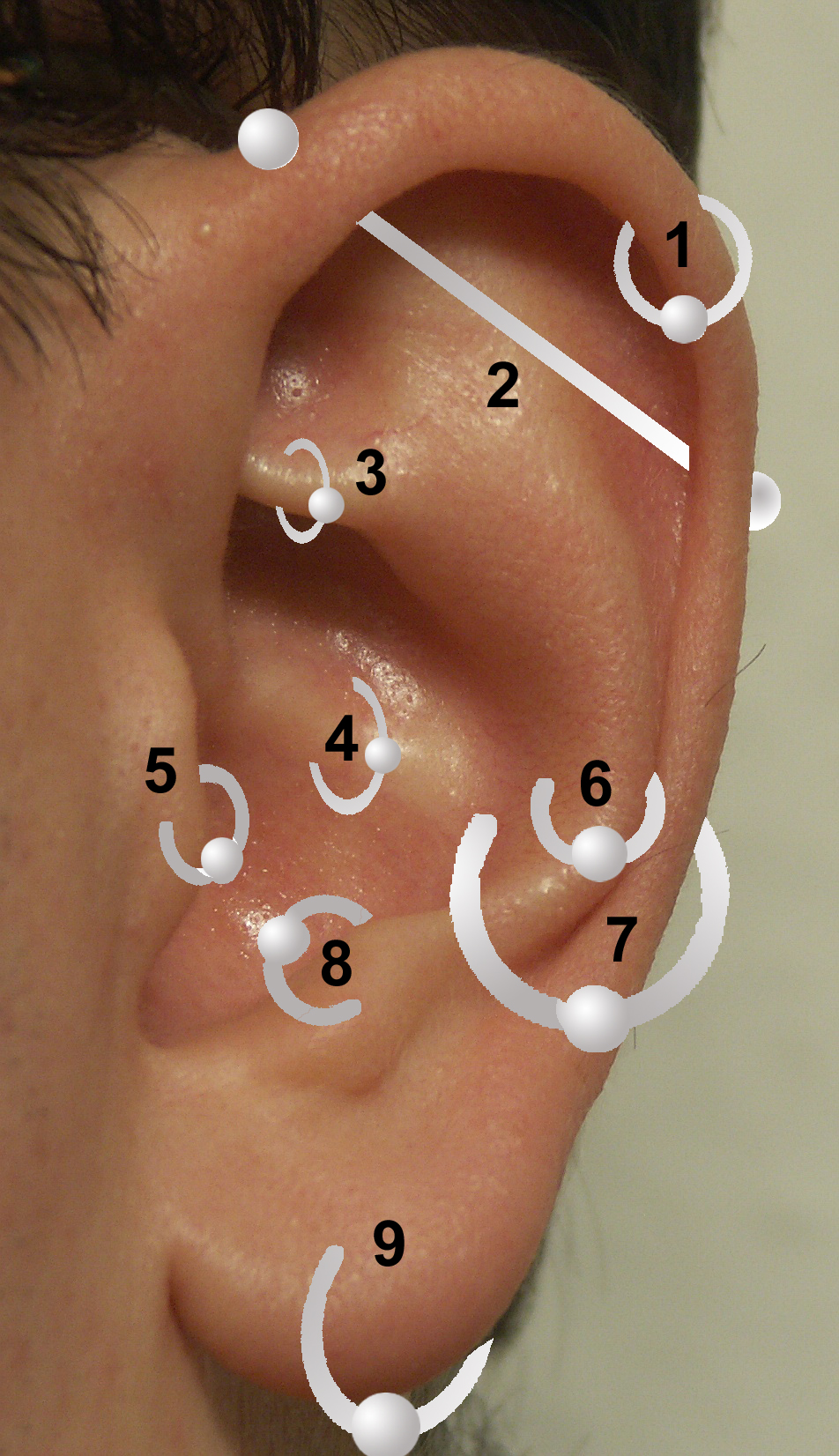
主な耳ピアスの部位と名称

1. ヘリックス（Helix、耳輪上部）
2. インダストリアル（Industrial）
3. ルック（Rook、対輪上部）
4. ダス（Daith）
5. トレイガス（Tragus、耳珠）
6. スナッグ（Snug、対輪中央部）
7. コンク（Conch）
8. アンチトレイガス（Anti-tragus、対珠）
9. イヤーローブ（Lobe、耳垂）

- ヘリックス（英語: Helix piercing） - 耳輪（英語: Helix (ear)）に行うピアシング。
- インダストリアル（英語: Industrial piercing） - 耳の軟骨部などで2箇所の穴を1つのバーベルで通すピアシング。
- ルック（英語: Rook piercing）（英: rook 英語発音: [ɹʊk]） - ロックもしくはルークとも表記される。ボディ・ピアサーの Erik Dakota が広めた[12]。彼が自分の名前から名付けたため、耳の部位名ではなく、チェスのルークとも無関係。
- ダス（英語: Daith piercing）（英: daith 英語発音: [dʌθ]） - ダイスとも表記される。耳の軟骨ピアシング。Erik Dakota が広めた[12]。彼が知識という意味のヘブライ語から名付けたため、耳の部位名ではない。
- トレイガス（英語: Tragus piercing）（英: tragus 英語発音: [ˈtɹeɪgəs]） - トラガスとも表記される。耳珠（英語: tragus (ear)）（顔側の耳孔の前にある三角に出っ張った軟骨）へのピアシング。
- スナッグ（英語: Snug (piercing)） - 耳の軟骨部にするピアシング。
- コンク（英語: Conch piercing）（コンチ） - 耳の穴付近の軟骨にするピアシング。
- アンチトレイガス（英語: Antitragus piercing） - アンチトラガスとも表記される。耳たぶの上側の軟骨にするピアシング。
- イヤーローブ（英: earlobe 英語発音: [ˈɪɹləʊb]） -  イヤーロブとも表記される。耳たぶのこと。左右に1つずつピアスをすることが多い。女性のピアシング。
- ヴァーティカル・トレイガス - ヴァーティカル・トラガスとも表記される。耳珠を縦に貫くピアシング。
- アウターコンク（アウターコンチ） - 耳の軟骨部のピアシング。

ヘリックス・トレイガス・アンチトレイガス・イヤーローブは解剖学上の名称がそのままピアスの部位の名称として使われている。
最も普及しているピアスの部位はイヤーローブである。
左耳へのピアスは「男らしさ」「守る人」、右耳へのピアスは「女らしさ」「守られる人」を表す。よって男性が右耳に、また女性が左耳にすると、同性愛者であると受け取られる。

#### 鼻周辺のピアス
- セプタム - 鼻中隔へのピアシング。
- ナサラング - 鼻の根元を左右に貫通するピアシング。

#### 口周辺のピアス
- スクランパー - 上唇の内側で歯茎と結ばれている筋にするピアシング。
- リンガム - 舌の裏側をえぐるように貫通するピアシング。
- センタータン - 舌の真ん中にするピアシング。
- タン - 舌のピアシング。
- タンウェブ - 舌の裏側にある筋にする口内ピアシング。
- タン・リム - 舌の端にするピアス。
- ユブラ - 口蓋垂にする口内ピアシング。
- ラブレット - 口の周辺にするピアシング。
- マドンナ - 唇まわりにつけぼくろのようなピアシング。
- リップ - 唇周りへのピアシング。

#### その他の顔のパーツのピアス
- チーク - 頬にするピアシング。
- ビンディ - 眉間の上部（額）を縦に貫通するピアシング。

### 体のピアス

#### 上半身のピアス
- ヴァンパイア - 吸血鬼に噛まれた様に見せる首周辺へのピアシング。
- アームピット - 脇の下のピアシング。
- コルセットピアス - 背中・腕・脇・脚などに左右対称列に複数のピアシングを施し、コルセットに見立て、紐やリボンを通すもの。
- スパイナル - 腰へのピアシング。
- サーフェイス・トゥ・サーフェイス - 皮膚表面へのピアシング。
- チェスト - 胸にするピアッスング
- ナックル - こぶしの指の間にするピアシング。
- ナベル - ヘソのピアシング。
- ニップル - 乳首を貫通するピアシング。
- ヴァーティカル・ニップル - 乳首を縦にあけるピアシング。
- ハンドウェブ - 手の指の間にするピアシング。
- マディソン - 喉元の下部にするピアシング。

### 女性器
- アウターラビア - 大陰唇のピアシング。
- イザベラ - クリトリス包皮の上からクリトリス下側を縦に通るピアシング。
- インナーラビア - 小陰唇のピアシング。
- ヴァーティカル・クリトリス - クリトリスを縦に貫通するピアシング。
- ヴァーティカル・クリトリス・フッド - クリトリス包皮を縦にあけるピアシング。
- ホリゾンタル・クリトリス・フッド - クリトリス包皮を横に突き抜けるピアシング。
- ギーシュ - 会陰のピアシング。
- クリスティナ - 恥丘にするピアシング。
- クリトリス - クリトリスのピアシング。
- トライアングル - クリトリス包皮からクリトリス下を貫通するピアシング。
- フォルシェ - 会陰部に膣内から入れるピアシング。
- プリンセス アルバティナ - 尿道から膣口へと抜けるピアシング。
- ヒューメン - 膣口のピアシング。
- ジェニタル - 子宮頚部へのピアシング。

### 男性器
- アパトラビア - 亀頭を縦に貫通するピアシング。
- アンパラング - 亀頭を横に貫通するピアシング。
- ドルフィン - ペニスの裏筋から尿道を通り裏筋に出すピアシング。
- ダイドー - 亀頭カリのピアシング。
- ハファダ - 睾丸の包皮にするピアシング。
- ピュビック - ペニス付け根のピアシング。
- フォアスキン - 亀頭包皮のピアシング。
- プリンス・アルバート - 尿道口から亀頭下部付け根へ抜ける。関連：アルバート
- フレナム - ペニスの裏筋に入れるピアシング。
- メイル・ニップル - 男性乳首のピアシング。
- リバース・プリンス・アルバート - 尿道口から亀頭上部へ抜けるピアシング。

### その他
- 爪ピアス-爪に穴をあけてアクセサリーをつける方法。ネイルピアス。

## 用語

### ア行
- アイレット - チューブ状のボディ・ピアス。
- アメリカンピアス - チェーンやフック形状のピアス。
- イヤーホーン - 角型のボディ・ピアス。
- インサート・ニードル - 一時的にピアスホールに通すニードル。別名：インサーション, インサーションピン。
- エクステンション・ニードル - 拡張器。
- オービタル - 1つのピアスで2つの穴をつなぐピアシング。

### カ行
- カーブドバーベル - 曲がったバーベルピアス。
- キャプティブビーズリング - リング状のシャフトでボールを挟み込んで固定するボディ・ピアス。
- キャッチ - スタッドピアスの留め具。
- 拡張器 - ホールのサイズを大きくする道具。
- 金属アレルギー-金属によるアレルギー。ピアスによるトラブルの一つ[13]。
- クロウ - 角型のボディ・ピアス。
- ゲージ - ピアスのシャフトの太さを表す数値で、単位は「G」「AWG」で表記。10Gから18Gのものが多く流通しており、ゲージの数値が大きくなるほどシャフトの径が細くなる。
- コーン - 円錐状のキャッチ

### サ行
- サージカルステンレス - 一般的に医療用の工具に使用されるステンレス。
- サーキュラーバーベル - リング状のシャフトの両端に2つのネジ式のボールをセットしたボディ・ピアス。
- 316L/316LVM - サージカルステンレスの中でもピアス素材として適している。
- シャフト - ホールを通る部分の棒状の部分。
- スパイラルバーベル - バーベルのシャフトをくるっとねじったボディ・ピアス。別名：スパイラルスタット、スパイラルリング
- ストレッチング - ピアスを使い身体の一部を延ばすこと。

### タ行、ナ行
- チタニウム - ステンレスより軽量の素材。チタニウムの中でもG23が適している。表面硬度が高いので口腔内には使用しない方が良い。

### ハ行
- ファーストピアス‐ピアスホールをあけて初めてつけるピアス。穴の傷が完治するまで1～3か月外さない[14]。
- フレア - 端が広がったホールピアスの一種。片側だけのハーフフレアもある。
- バーベルスタット - 2つのボールをストレートのシャフトで挟んだボディ・ピアス。別名：ストレートバーベル
- バッファロー - 牛の角の様な三日月型のピアス。
- バナナバーベル - 左右のボールサイズが違うカーブドバーベルの一種。
- ハンガーバーベル - バーベルスタットにアクセサリーをつけたピアス。
- ピアッサー - ピアス穴を開ける人、または器具。
- ピアシングニードル - ピアスを開けるための道具。
- フレッシュトンネル - 両側にねじ込み留め金がついたピアス。ホールピアスの一種。
- ボール - 球状のキャッチ
- ホールピアス - 筒状のピアスの総称。別名：トンネル, チューブ
- ボールクローザーリング - リング状のシャフトでボールを挟み固定するボディ・ピアス。
- ホットバス - ホールのケア方法。別名：ホットソーク

### マ行、ヤ行、ラ行、ワ行
- ラブレットスタッド - 片側が平らになっているボディ・ピアス。
- ルック - 耳の軟骨部の一部のピアシング。
- ルーク - ルックと同義。
- ロック - ルックと同義。

## ピアスについて
日本での男女それぞれのピアスへの印象
日本では、女性がピアスをつけるのは一般的ではあるが、基本職場ではしないほうがいいという風潮はある。また、男性がピアスをつけることに対しては、「チャラい」やカジュアルすぎる印象を与える場合もあるため、TPOに合わせてピアスはつける必要がある。

日本と海外のピアスホール事情
日本において、ピアスを通す穴（ピアスホール）を身体に開けるのは医療行為と見なされる為に、医師による施術を頼る人が殆どである。ただしこれは耳のみにピアスホールをあける人に限る。後述の医師法違反で逮捕されたピアススタジオの客のように、舌などの耳以外の場所にピアスホールをあける場合は、それを行っている医療機関が少ないため、ピアススタジオなど医療機関以外の場所を選ぶ場合も少なくない。
海外では、ピアスの専門知識を習得し、国によっては政府公認の協会からプロフェッショナルとして認定されたピアッサー（ピアスを開けることを職業としている人）に施術を依頼する場合が多い。彼らはピアシングスタジオと呼ばれる場所で活動し、技術、衛生面とも最新の方法で安全にピアスホールを開けている。アメリカでは、ウォルマートなどのスーパーマーケットで開けてもらう人も多い。
アクセサリーショップやネイルサロン、美容室、タトゥーショップなどの片隅などで、ただの穴開けのみを請け負う、悪質なピアシングスタジオもあるため、見極めには十分に注意しなければならない。なおタトゥー・刺青とピアシング技術はまったくの別物であり、片方の技術を身につけたものがもう一方を行う能力を持っているわけではない。しかしながら、海外においては、Tattoo & Piercingなどと称して、タトゥーの施術とピアスとしての人体の穴あけを両方実施しているお店も少なくはない。

ピアスと医療行為
日本の法規においては、ピアススタジオはたとえどんなに良質な施術であっても不当医療行為であり、医師法に抵触する。2006年（平成18年）10月には耳や舌など5か所に穴をあけ、施術後に耳からの出血が止まらなくなった顧客の訴えにより、渋谷区のピアススタジオ経営者が医師法違反などの疑いで逮捕されている。
医療施設でのピアシングに健康保険は適用されず、個人の自費診療として行われる。

子供とピアス
18歳未満の子供がピアスを着ける事は法律上禁止されてはいない。しかし校則で禁止としている学校は多く、頭髪・服装検査の一環としてピアスホールをチェックする学校もある。近年の日本においては自分の子供（幼児）に本人の意思とは無関係にピアスを身に付けさせる保護者が存在し、児童虐待ではないかと問題視されている。しかし、海外においては、乳幼児のうちに自分の女性の子どもに左右のイヤーローブに１つずつピアスの穴あけを行うことが多く、乳幼児用の小さな耳たぶのサイズに適合している小型のピアッサーも製造され販売されている。一方で、海外ではボディ・ピアスについては、18歳未満などの年齢制限を設けて保護者の承諾なしに穴を開けることを法律によって規制しているところもある。耳のピアスにも保護者の承諾が必要だと考える人も相当数いる。

使用中の注意点
客に提供する飲食物への異物混入を避けるため、飲食店などでは従業員に勤務中のピアスの着用を禁止しているところも多い。
乳幼児の誤飲事故の例の1つにピアスが挙げられることも多いので、子育て中の人は注意が必要である。
ピアスには金属が使用されることが多く、金属は熱伝導度が高いため、サウナや長時間の日光浴では火傷、スキーなど低気温下での長時間の滞在では耳などのピアスの周囲が凍傷になる恐れがある。ピアスを外す、またはスキーなどの場合は帽子や耳当てなどの衣類で覆うことでこれらを防ぐことができる。

## ニードルとピアスガンの違い

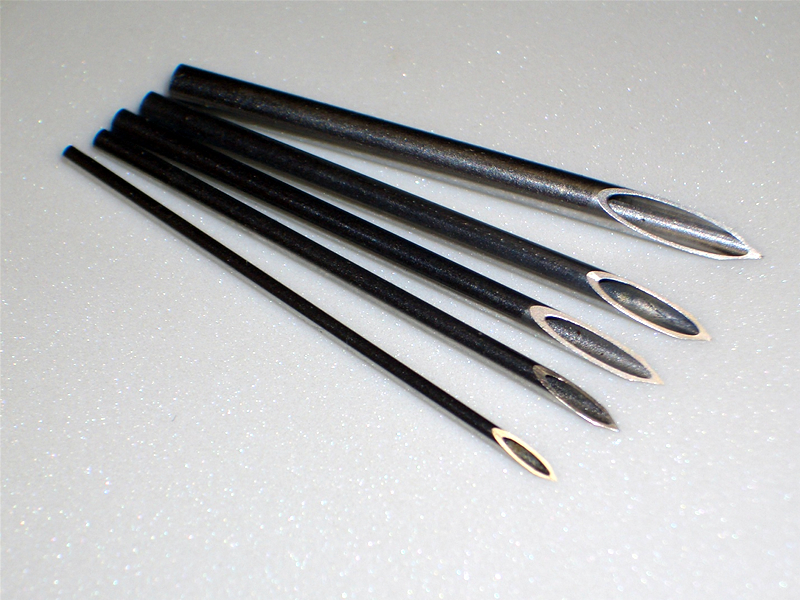
インサート・ニードル

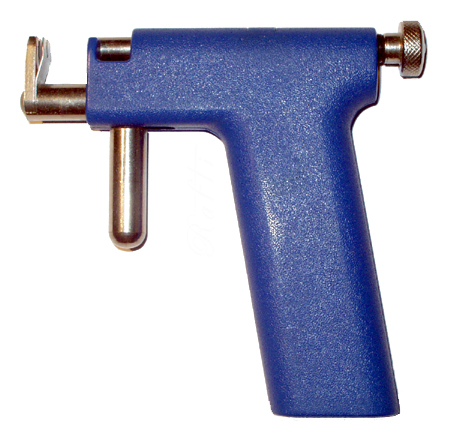
ピアスガン

ピアスホールを開ける手段として、ピアスガンもしくはピアッサー（穴を開けるための簡易器具、多くは耳たぶ用だが軟骨や鼻や臍用もある）を使用する場合が多い。ピアス愛好者達が好んで使用する道具はニードルである。見た目は注射針そのものであるが、注射針よりも太く作られている。またピアシング専用の特殊ニードルもある。
ピアスガンとニードルの決定的な違いはその鋭さにある。ニードルは医療用ステンレス鋼で作られた刃物であり、良く切れる為に余分な皮膚組織を壊さず、スマートにホールを作ることが出来る。それに対し、市販のピアッサーやピアスガンは先が鋭利でないため、皮膚組織を大きく傷つけ、内部にも大きなダメージを残す結果となりうる。

## トラブルと感染症
ピアスホールを開けるということは傷を作ることに他ならない。
ピアッサーが使用しているニードルは通常使用に関しては1本1回限りの使い捨てである。ピアスガンに関しても減菌処理されているものが有る。これも基本的に1回限りの使い捨てである。しかし、幾ら使用器具を清潔にしていても、使いまわしなど使用自体に問題があったりすると、B型肝炎、HIVといった重大な感染症を招く恐れがある。開けた後のホールを指で不必要に弄るなどすると、化膿などのトラブルを招く恐れもある。
そういった感染症対策の為に一部の業界（農林水産業・医療・食料品を扱う業界などの一部）では職員のピアスが禁止される場合もある。また、つけているピアスの材質が元でのトラブルが起こる時もある。大抵は粗悪な金属素材によるものだが、金属アレルギーなど体質的な原因や、アクリル樹脂など傷が付きやすくそこから雑菌が繁殖しやすい材質のものでもトラブルが起こる可能性がある。
こういったトラブルを未然に防ぐには、人体用ステンレス鋼であるSUS316LVMや純粋なチタン、またはテフロン樹脂やシリコーン樹脂などの生体適合性に優れた材質のピアスを使うことが大切である。また単に「チタン」と表示されているものは表面だけのものが多いので要注意である。
血液の病気など疾患を持つ者や、病気療養中の者、出血しやすく血が止まりにくい体質の者はピアシングをすることに適さないため、それを行ってはならないとされる。ピアスを通した後も患部が赤く腫れたり痛みがある場合は速やかに医師の診断を受けることが望ましい。
ピアスが重すぎる、着替えなどのときにピアスをひっかけてしまって大きな力が加わったなどの理由で耳たぶが切れてしまうこともある。これを外傷性耳垂裂という。

## 文化

### 都市伝説

#### 耳のピアスに関する都市伝説
「耳に開けたピアスの穴から白い糸が出てきたので引っ張ったところ、糸は急にちぎれ、その人は目が見えなくなった。その糸は視神経だったのだ」という怪異譚が流行ったことがあるが、医学的根拠はない。

#### 乳首のピアスに関する都市伝説
「ローマにおいて、男性の乳首へのピアスは、マントやケープを身体に留めるための、実用的かつ一般的な装飾であった」という都市伝説があるが、根拠となる資料はない。この都市伝説の起源は、甲冑を着た兵士の彫刻にあり、甲冑に付いていたケープを留めるための輪が、乳首のピアスを連想させたと言われている。

### 仏教とピアス

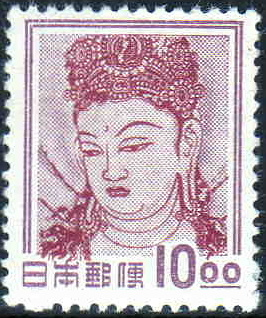
切手にもなったことで有名な法隆寺金堂の観音菩薩。耳に耳朶環と呼ばれるピアスがついている。

仏像、仏画の耳には耳朶環（じだかん）という穴が開いていることがある。耳朶とは耳たぶという意味である。耳朶環は耳璫（じとう）というピアス式のイヤリングが付けられている場合がある。耳璫以外にも仏像の中には宝冠（王冠）、瓔珞（胸飾り・腰飾り）、腕釧（腕輪）、臂釧（腕輪）などの装飾をつけているものもあり、このような装飾は釈迦の前身は王子だったからとも、菩薩の姿を荘厳し供養するためとも言われている。
達磨大師の絵もピアスを着用した姿で描かれることも多い。

### アメリカンインディアンのピアシングの苦行
アメリカンインディアンのマンダン族やスー族など一部の部族は、和平を祈るサンダンスの儀式において体の一部に穴をあけ、その穴がちぎれるまで踊り続けるピアシングの苦行を行うものもいる。

## 動物とピアス

### 野良猫のピアス
不妊手術をした目印として、野良猫の耳にピアスをつけることがある。ただし、ピアスをひっかけて怪我をしてしまう、喧嘩などでピアスが取れてしまって目印がなくなって無意味になる恐れがあるなどの理由で、耳に切れ込みを入れる方法をとることもある。ピアスのほうが喧嘩で耳がちぎれたではなく、明らかに手術をした証になるからと、ピアスを推進する声もあり、どちらの方法が最適なのかはいまだに決着はついていない。

### 牛の鼻輪
乳牛や肉用牛は鼻輪をつけていることが多いが、これは農作業の際に牛にいう事を聞かせたり、爪切りや、病気の治療などの管理の際に体の大きな牛を扱いやすくするために付けられている。

### 牛の耳標
日本において平成15年「牛の個体識別のための情報の管理及び伝達に関する特別措置法」（通称：牛トレーサビリティ法）により、牛の両耳にピアスのように穴をあけて取り付ける耳標を装着することが義務付けられた。